# Álex Rodríguez
Pour les articles homonymes, voir Alex Rodriguez (homonymie) et Rodríguez.
Álex Raúl Rodríguez Ledezma, né le 5 août 1990 à Panama, est un footballeur international panaméen, qui évolue au poste de gardien de but au Tauro FC.

## Biographie

### Carrière internationale
Álex Rodríguez compte 5 sélections avec l'équipe du Panama depuis 2013.
Il est convoqué pour la première fois en équipe du Panama par le sélectionneur national Julio Dely Valdés, pour un match amical contre le Guatemala le 13 janvier 2013. Le match se solde par une victoire 2-0 des Panaméens. Puis, il participe à la Gold Cup 2013. Il dispute aucune rencontre, et le Panama perd la finale contre les États-Unis.
Il fait partie de la liste des 23 joueurs panaméens sélectionnés pour disputer la Copa América Centenario, où il dispute aucune rencontre. Puis, le 22 juin 2017, il fait partie des 23 appelés par le sélectionneur national pour la Gold Cup 2017.
Il fait partie de la liste des 23 joueurs panaméens sélectionnés pour disputer la Coupe du monde de 2018 en Russie, la première de l'histoire du Panama. Malheureusement, il n'y disputera aucun match.

## Palmarès
| \| Sporting San Miguelito - Championnat du Panama (1) : - Champion : 2013 (clôture). \| \| San Francisco - Coupe du Panama (1) : - Vainqueur : 2015. \| |  | Panama - Gold Cup : - Finaliste : 2013.                   |
| Sporting San Miguelito - Championnat du Panama (1) : - Champion : 2013 (clôture).                                                                       |  | San Francisco - Coupe du Panama (1) : - Vainqueur : 2015. |